# Carbonat de ferro(II)
El carbonat de ferro(II), o carbonat ferrós, és un compost químic amb la fórmula FeCO
3, que es troba naturalment com a mineral siderita.
A temperatures ambient normals, és un sòlid iònic de color verd-marró que consisteix en cations de ferro(II) Fe2+
 i anions carbonat CO2−
3.
El compost cristal·litza en el mateix motiu que el carbonat de calci. En aquest motiu, el dianió carbonat és gairebé planar. Els seus tres àtoms d'oxigen s'uneixen cadascun a dos centres de Fe(II), de manera que el Fe té una geometria de coordinació octaèdrica.

## Preparació
El carbonat ferrós es pot preparar fent reaccionar una solució de dos ions, com ara el clorur de ferro(II) i el carbonat de sodi:
FeCl
2 + Na
2CO
3 → FeCO
3 + 2NaCl
El carbonat ferrós també es pot preparar a partir de solucions d'una sal de ferro(II), com ara el perclorat de ferro(II), amb bicarbonat de sodi, alliberant diòxid de carboni:
Fe(ClO
4)2 + 2NaHCO
3 → FeCO
3 + 2NaClO
4 + CO
2 + H
2O
Sel et al. van utilitzar aquesta reacció (però amb FeCl
2 en lloc de Fe(ClO
4)2) a 0,2 M per preparar FeCO
3 amorf.
Cal anar amb compte d'excloure l'oxigen O
2 de les solucions, ja que l'ió Fe2+
 s'oxida fàcilment a Fe3+
, especialment a pH superior a 6.0.
El carbonat ferrós també es forma directament sobre superfícies d'acer o ferro exposades a solucions de diòxid de carboni, formant una incrustació de «carbonat de ferro»:
Fe + CO
2 + H
2O → FeCO
3 + H
2

## Propietats
La dependència de la solubilitat en aigua amb la temperatura va ser determinada per Wei Sun et al. com a
{\displaystyle \log K_{\mathit {sp}}=-59.3498-0.041377T-2.1963/T+24.5724\log T+2.518{\sqrt {I}}-0.657I,}
on T és la temperatura absoluta en graus kelvin i I és la força iònica del líquid.
El carbonat de ferro es descompon a uns 500–600 °C (773–873 K).

## Usos
El carbonat ferrós s'ha utilitzat com a suplement dietètic de ferro per tractar l'anèmia.
Es nota que té una biodisponibilitat molt baixa en gats i gossos.

## Toxicitat
El carbonat ferrós és lleugerament tòxic; la dosi letal oral probable és d'entre 0,5 i 5 g/kg (entre 35 i 350 g per a una persona de 70 kg).

## Carbonat de ferro(III)
A diferència del carbonat de ferro(II), el carbonat de ferro(III) no s'ha aïllat. Els intents de produir carbonat de ferro(III) mitjançant la reacció d'ions fèrrics aquosos i ions carbonat donen lloc a la producció d'òxid de ferro(III) amb l'alliberament de diòxid de carboni o bicarbonat.